# Jaroslav Bořuta
Jaroslav Bořuta (20. března 1934, Kroměříž – 1. března 1998, Malenovice) byl český hokejový útočník. Po skončení aktivní kariéry působil jako učitel tělesné výchovy a trenér mládeže. Zemřel náhle v roce 1998 a je pohřben na kroměřížském hřbitově.

## Hokejová kariéra
Začínal jako fotbalista Hanácké Slavie, v Kroměříži hrál i hokej a tenis. Poté přestoupil do zlínských klubů. V československé hokejové lize hrál za TJ Gottwaldov. Odehrál 1 ligovou sezónu, nastoupil v 21 ligových utkáních, dal 2 góly a měl 1 asistenci. Byl autorem vůbec prvního gólu Zlína v lize. Jeho druhý ligový gól zajistil první vítězství Zlína v lize.

## Klubové statistiky
| Sezona    | Klub          | Soutěž  | Základní část | Základní část | Základní část | Základní část | Základní část |
| Sezona    | Klub          | Soutěž  | Z             | G             | A             | B             | TM            |
| --------- | ------------- | ------- | ------------- | ------------- | ------------- | ------------- | ------------- |
| 1959/1960 | TJ Gottwaldov | 2. liga | -             | -             | -             | -             |               |
| 1960/1961 | TJ Gottwaldov | 1. liga | 21            | 2             | 1             | 4             |               |